# Gaidropsarus granti
A Gaidropsarus granti a csontos halak (Osteichthyes) főosztályának a sugarasúszójú halak (Actinopterygii) osztályába, ezen belül a tőkehalalakúak (Gadiformes) rendjébe és a Lotidae családjába tartozó faj.

## Előfordulása
A Gaidropsarus granti az Atlanti-óceán keleti részén él. Legfőbb előfordulási helyei a Kanári- és az Azori-szigetek vizei. A közelmúltban, a Földközi-tenger középső és keleti részein is fogtak Gaidropsarus granti példányokat.

## Megjelenése
Ez a ritka halfaj legfeljebb 36 centiméter hosszú.

## Életmódja
A Gaidropsarus granti trópusi, nyílt tengeri, fenéklakó hal, amely 20-250 méteres mélységekben tartózkodik. Tápláléka Palaemonidae kisrákok.

## Felhasználása
Habár a halászhajók keresik ezt a halat, ritkasága miatt nem fognak sokat belőle.